# Scalmicauda oreas
Scalmicauda oreas är en fjärilsart som beskrevs av Sergius G. Kiriakoff 1958. Scalmicauda oreas ingår i släktet Scalmicauda och familjen tandspinnare. Inga underarter finns listade.